# Thérèse Clerc
Thérèse Clerc (París, 9 de diciembre de 1927-Montreuil, 16 de febrero de 2016) fue una activista feminista francesa.
Galardonada con la Legión de Honor en 2008 en grado de "Caballero". Madre de 4 hijos. Falleció el 16 de febrero de 2016 a los 88 años, en Montreuil.